# راگبی

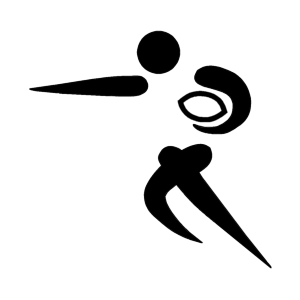
تصویرنگاشت راگبی

راگبی یا راگبی فوتبال در مفهوم عام خود همه ورزش‌هایی را در برمی‌گیرد که از نوعی فوتبال که در مدرسه راگبی در انگلستان بازی می‌شد، ریشه گرفته‌اند؛ یعنی: راگبی ۱۵ نفره، راگبی ۱۳ نفره، فوتبال آمریکایی، فوتبال استرالیایی، و فوتبال کانادایی.

## تاریخچه

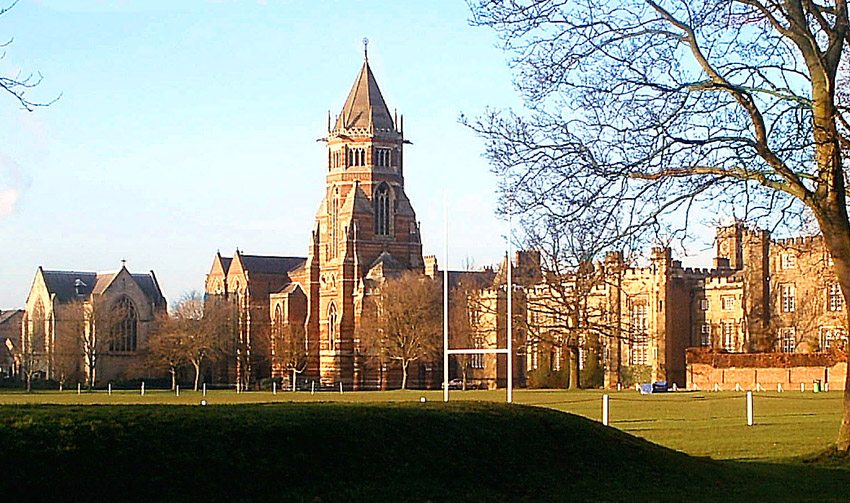
مدرسه راگبی نقشی اساسی در شکل‌گیری و تکامل بازی راگبی داشت.

در داستان‌های مربوط به پیدایش ورزش راگبی آمده‌است؛ در سال ۱۸۲۳ ویلیام وب الیس دانش آموز مدرسه راگبی انگلستان در هنگام یک مسابقه فوتبال، توپ را با دست برداشته و شروع به دویدن با آن کرد. پس از آن با تغییر قوانین فوتبال ورزش جدیدی در مدرسه راگبی ایجاد شد. قدیمی‌ترین نوشته‌ای که این ماجرا در آن نقل شده گزارشی از جامعه راگبی در سال ۱۸۹۷ دربارهٔ وجه تسمیه این ورزش است.
اسناد موجود در مدرسه راگبی نشان می‌دهد که ویلیام وب الیس دانش آموز این مدرسه بوده و مدال افتخاری نیز به نام او در این آکادمی موجود است. اما مدرکی وجود ندارد که بر صحت این داستان گواهی بگذارد. هرچند نقش اساسی مدرسه راگبی در شکل‌گیری و تکامل راگبی غیرقابل انکار است. اولین تیم راگبی در سال ۱۸۴۳ با حضور کارکنان بیمارستان لندن تشکیل شد و اولین مقررات این ورزش در سال ۱۸۴۵ در این مدرسه تهیه شده‌است.
یکی دیگر از ورزش‌هایی که در پیدایش راگبی تأثیر داشته، ورزش هارلینگ است که در ولز و کورن وال (ناحیه‌ای در جنوب غرب انگلستان) بازی می‌شد.
در این مسابقه بازیکنان برای رساندن یک توپ به دروازه حریف تلاش می‌کردند. دروازه‌ها معمولاً چندین کیلومتر از هم فاصله داشتند و به این ترتیب فرصتی برای مسابقات بزرگ و پرهیجان بین روستاهای هم‌جوار فراهم می‌شد. این ورزش در ولز کاناپان یا کاریاپان نامیده می‌شد.

### فوتبال استرالیایی

یک بازی فوتبال استرالیایی در ۱۹۳۳ بین نیو ساوت ولز و استرالیای غربی.

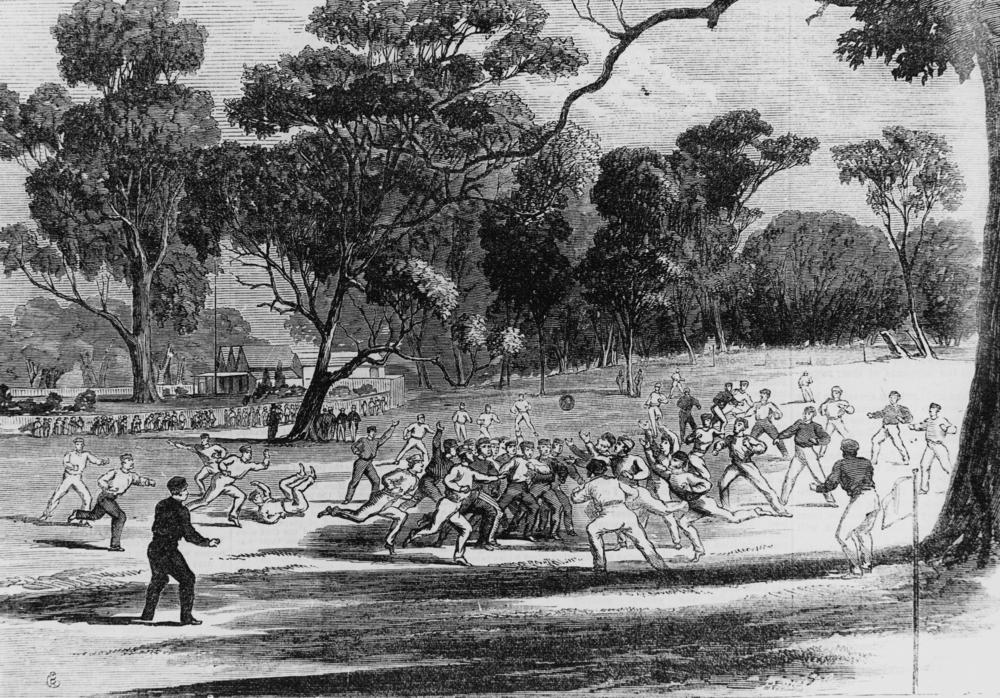
یک بازی فوتبال استرالیایی در ملبورن دههٔ ۱۸۶۰

در سال ۱۸۵۸ شخصی به نام تام ولز در ملبورن اقدام به معرفی فوتبال نمود. ویلز تحصیل کرده انگلستان در مدرسه راگبی بوده و در دانشگاه کمبریج کریکت بازی کرده بود. حدود نفوذ مستقیم بازی‌های فوتبال انگلیسی و ایرلندی بروی ویلز نامشخص است ولی به‌هرحال شباهت هائی بین این نوع بازی‌ها و بازی ابتکاری وی موجود بود. همچنین شباهت‌هائی بین بازی ولز با فوتبال گیلیک (به نحوی که در سال ۱۸۸۷ قانونمند گشته بود) دیده می‌شد. به‌نظر می‌رسد که فوتبال استرالیائی شباهت هائی با بازی «مارن گرووک» بومیان استرالیا نیز داشته‌است).
باشگاه فوتبال ملبورن نیز در سال ۱۸۵۸ تأسیس شد که کهن‌ترین باشگاه زنده فوتبال در استرالیا بحساب می‌آید، ولی قواعدی که این باشگاه در اولین فصل بازی‌های خود مورد استفاده قرار داد نامشخص است. قواعد باشگاه در سال ۱۸۵۹ قدیمی‌ترین قانون زنده فوتبال استرالیائی بحساب می‌آیند. این قوانین در هتل پاراد واقع در شرق ملبورن در ۱۷ مه توسط ویلز، دبلیو. جی. هامرسلی، جی.بی. تامپسون و توماس اسمیت (برخی منابع از شخصی به نام اچ.سی.ای. هریسون نیز نام می‌برند) تدوین شد. این مردان سوابقی مشابه ویلز داشته و قواعد آن‌ها نیز شباهت هائی با قانون شفیلد داشتند، خصوصاً در نبود قاعده «آفساید» (گرچه شباهت‌ها نیز به صورت هم متلاقی بودند). یک ضربه آزاد در قبال «علامت» (گرفتن کامل). به‌هرحال اگرچه در قوانین ذکر نشده بود، ولی نگه داشتن و دویدن با توپ آزاد بود. توپ مورد استفاده نیز (نظیر آنچه بعداً در راگبی مورد استفاده قرار گرفت) به‌شکل «بیضی» بود. باشگاه همکاری قوی و دراز مدتی با باشگاه کریکت ملبورن و «کریکت بیضی» داشت که از لحاظ سایز تنوع داشته ولی از زمین‌های مورد استفاده در انواع دیگر فوتبال بسیار بزرگ‌تر بوده‌اند، به‌عنوان زمین استاندارد فوتبال برگزیده شد. در سال ۱۸۵۹ قوانین هنوز شامل اجزائی که طی مدتی کوتاه به‌صورتی مهم درآمدند نمی‌شدند. مانند الزام شوت کردن توپ فقط در حین دویدن.
گاهی از فوتبال استرالیائی به‌عنوان اولین شکل قوانین تدوین گشته یاد می‌گردد؛ ولیکن – همانگونه که در تمام انواع فوتبال در آن زمان صادق بود، هیچ سازمان رسمی قوانین را پشتیبانی نمی‌نمود- بنابراین در هر باشگاه به نوعی بازی می‌شد. بهر حال در سال ۱۸۶۶ تعداد باشگاه‌های بیشتری در ویکتوریا قبول کردند که با قوانین بروز شده ملبورن اف. سی، که بعداً به نام «قوانین ویکتوریا و / یا قوانین استرالازیای» معرفی شد بازی کنند. نام رسمی این قوانین بعداً به قواعد فوتبال استرالیائی (و حالا فوتبال استرالیائی) تغییر یافت. در مستعمرات دیگر مانند تاسمانی در دهه ۱۸۶۰ و استرالیای جنوبی در دهه ۱۸۷۰ نیز قوانین مشابه‌ای برای بازی‌ها در نظر گرفته شد. فوتبال استرالیائی خصوصاً از دهه ۱۹۹۰ در بسیاری از کشورها حضوری کوچک ولی فزاینده‌ای در سطح آماتوری داشته‌است ولی بیشترین نرخ مشارکت در پاپوآ گینه نو، نائورو، زلاندنو و آفریقای جنوبی بوده‌است.

### راگبی فوتبال
در سال ۱۸۷۰ در بریتانیا، ۷۵ باشگاه وجود داشتند که به بازی راگبی مدرسه‌ای می‌پرداختند. این مدارس عبارت بودند از باشگاه راگبی بلک هیس (سال تأسیس ۱۸۵۸ که طبق سوابق مورد مناقشه به‌عنوان قدیمی‌ترین باشگاه غیر دانشگاهی راگبی که هنوز وجود دارد، شناخته می‌شود). باشگاه‌های راگبی همچنین در کشورهای ایرلند، استرالیا، کانادا و زلاند نو فعال بودند. به‌هرحال، تا سال ۱۸۷۱ یعنی زمانی که ۲۱ باشگاه لندن گرد آمده تا اتحادیه راگبی را تشکیل دهند، قواعد قابل قبولی برای راگبی وجود نداشت. (به‌صورت کنایه‌ای، بلاک هیس اقدام به ممنوع ساختن ضربه زدن نمود) اولین قواعد این اتحادیه در ماه ژوئن سال ۱۸۷۱ بکار گرفته شد. بر طبق این قوانین پاس دادن توپ مجاز اعلام شده بود. آن‌ها همچنین ترای را در جایی که به سمت دروازه و در بیرون خط با توپ تماس ایجاد شود شامل نمودند، اگر چه گل‌های ناشی از امتیاز و بازی عمومی و برگشت پنالتی هنوز در مناقشه بودند.

## فوتبال آمریکای شمالی

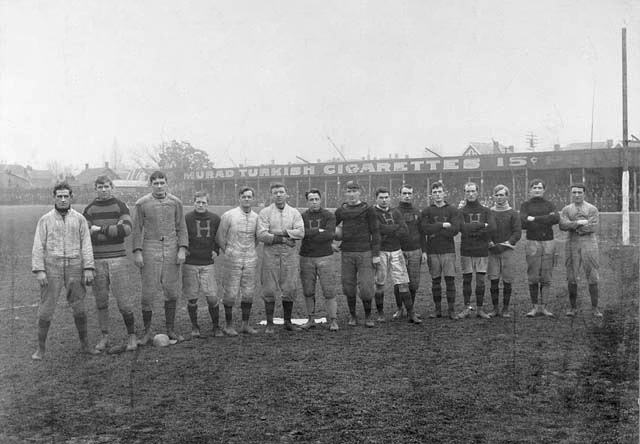
تیم «ببرهای همیلتون» انتاریو در حدود سال ۱۹۰۶. این تیم در سال ۱۸۶۹ تأسیس شد. در نهایت با تیم همیلتون فلایینگ وایلکت ادغام گردید و هنوز هم یک تیم فعال در کانادا است.

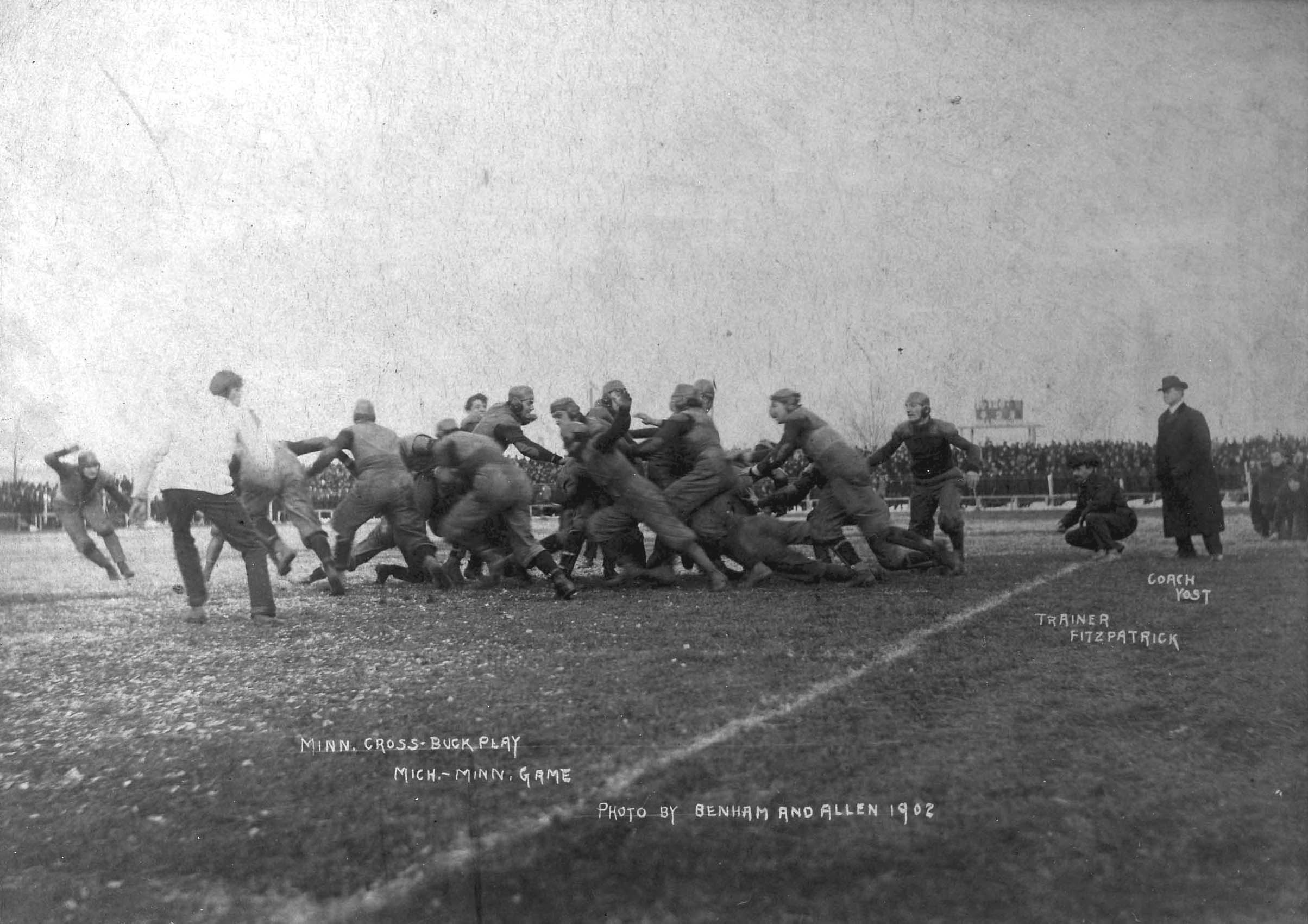
یک بازی فوتبال آمریکایی در سال ۱۹۰۲ بین دانشگاه میشیگان و دانشگاه مینه‌سوتا. شکل‌های اولیه فوتبال آمریکایی شباهت بیشتری به راگبی داشت.

همان‌طور که در بریتانیای اوایل قرن ۱۹ متداول بود، مدارس و دانشگاه‌های آمریکا نیز بازی‌های محلی خود را بین تیم‌های دانشجوئی برگزار می‌نمودند. در سال‌های دهه ۱۸۲۰، یک بازی به نام بالون که در ابتدا در کالج نیوجرسی (که بعدها دانشگاه پرینستون نامیده شد) و واحد قدیمی فوتبال بازی می‌شد، در کالج دارتماوس و نیو همپشایر برگزار شد. در سال ۱۸۲۷، یک دانشجوی دانشگاه هاروارد یک شعر حماسی کمدی به نام " نبرد دلتاً سرود که از اولین اشارات فوتبال در دانشگاه‌های آمریکا محسوب گشت.
اولین مسابقه ثبت شده فوتبال در کانادا در دانشگاه تورنتو در ۹ نوامبر ۱۸۶۱ برگزار شد. کمی بعد از این بازی، یک باشگاه فوتبال تشکیل گردید. اگر چه قواعد بازی در این مقطع نامشخص است: یعنی مشخص نیست که آیا آن‌ها یک بازی «ضربه با پا» یا «کار با دست» یا هر دو را انجام می‌دادند و اینکه آیا اعضاء به‌طور عمده در مقابل هم قرار می‌گرفتند.
اولین «باشگاه فوتبال» در آمریکا که عمر کوتاهی نیز داشت باشگاه فوتبال اونیدا واقع در بوستون در ایالت ماساچوست بود که در سال ۱۸۶۲ تأسیس گردید. اغلب گفته می‌شد که این باشگاه اولین باشگاه در خارج از بریتانیا بود که در آن بازی فوتبال (ساکر) انجام می‌شد. به‌هرحال قواعد مورد استفاده باشگاه اونیدا نیز ناشناخته بوده ولی قبل از تدوین قواعد انجمن فوتبال (فوتبال امروزین) شکل گرفته بود. این باشگاه مبتکر یک نوع بازی با قواعد «دویدن» به نام بازی بوستون بود که در سال‌های بعد در ماساچوست بازی می‌شد.
در سال ۱۸۶۴ در کالج ترینیتی تورنتو، دو نفر بنام‌های اف. بارلو کامبرلند و فردریک ای. بتان قوانینی را بر اساس بازی مدرسه راگبی، تدوین نمودند. به‌هرحال عقیده عمومی آن است که اولین بازی راگبی کانادا به سال ۱۸۶۵ در شهر مونترال بین افسران ارتش بریتانیا و شهروندان محلی برگزار شد. این بازی به تدریج ادامه یافته و باشگاه فوتبال مونترال در سال ۱۸۶۸ به‌عنوان اولین باشگاه ثبت‌شدهٔ کانادا تأسیس گردید.
اولین مسابقه‌ای که به عقیده عامه تحت قوانین اف ای انگلیسی (ساکر) در ایالات متحده آمریکا برگزار شد یک بازی بود که بین پرینستن و راتگرز در سال ۱۸۶۹ انجام شد. این بازی همچنین به‌عنوان اولین بازی کالج فوتبال ایالات متحده که بین تیم کالج‌های مختلف انجام شد، شناخته گردید (اگرچه فرم نهائی فوتبال آمریکا حاصل راگبی و نه ساکر بود).
رشد فوتبال مدرن آمریکایی ناشی از انجام یک بازی بین تیم‌های دانشگاه مک‌گیل مونترال و دانشگاه هاروارد در سال ۱۸۷۴ بود. در آن زمان، گفته می‌شد که دانشجویان هاروارد به «بازی بوستون» و ام دش؛ یک بازی «دویدنی» و ام دش می‌پرداختند و ام دش بیش از بازی‌های «ضربه با پای» تحت قوانین انجمن فوتبال مورد علاقه دانشجویان ایالات متحده بود. این امر اتخاذ بازی پایه راگبی را که بین تیم مک‌گیل و دو تیم جایگزین با سلسله قوانین مورد قبول خود انجام می‌شد را برای تیم هاروارد تسهیل می‌نمود. به هر حال طی سالیان بعد، دانشگاه هاروارد هم قواعد راگبی مک‌گیل را پذیرفت و تیم‌های دانشگاه‌های دیگر ایالات متحده را به پذیرش این قواعد ترغیب نمود. در سال ۱۸۷۶، در همایش ماساسوئیت این دانشگاه‌ها قبول کردند که بیشتر قواعد اتحادیه راگبی را بپذیرند. بهر حال قانون «بردن توپ با دست به سمت دروازه» (که در آن زمان به‌عنوان راگبی فوتبال شناخته می‌شد) فقط در حالتی به‌عنوان امتیاز شناخته می‌شد که هیچ‌یک از دو تیم ضربه‌ای به دروازه‌ها وارد نسازند. در این همایش تصمیم گرفته شد که، در بازی آمریکایی، چهار حمله امتیاز یک گل را داشته باشد. در صورت امتیاز مساوی، یک گل از تبدیل یک حمله به جای چهار حمله، اولویت می‌یافت.
تا چند سال بعد، تیم‌های پرینستن، راتگرز و دیگران با استفاده از قواعد پایه فوتبال به بازی ادامه دادند و این بازی‌ها تا زمان جایگزینی قواعد پایه راگبی دانشگاه هاروارد و رقیبانش ادامه یافت. دانشگاه‌های ایالات متحده تا اوایل قرن بیستم به بازی فوتبال بازنگشتند.
در سال ۱۸۸۰ والتر کمپ مربی دانشگاه ییل تغییراتی عمده را در بازی فوتبال آمریکایی به وجود آورد که اولین آن‌ها کاهش تعداد بازیکنان از ۱۵ نفر به ۱۱ نفر بوده و با کاهش مساحت زمین بازی به تقریباً نصف و معرفی «مبارزه» که در آن بازیکن با پاشنه پا توپ را به عقب زده و بازی را شروع می‌نمود، ادامه می‌یافت. این تغییرات در سال ۱۸۸۲ با نوآوری بعدی کمپ ادامه یافت: اگر تیم نمی‌توانست بعد از سه عقب‌ماندگی امتیاز، پنج یارد را به‌دست‌آورد، می‌باید مالکیت توپ را واگذار می‌نمود (تکل موفق).

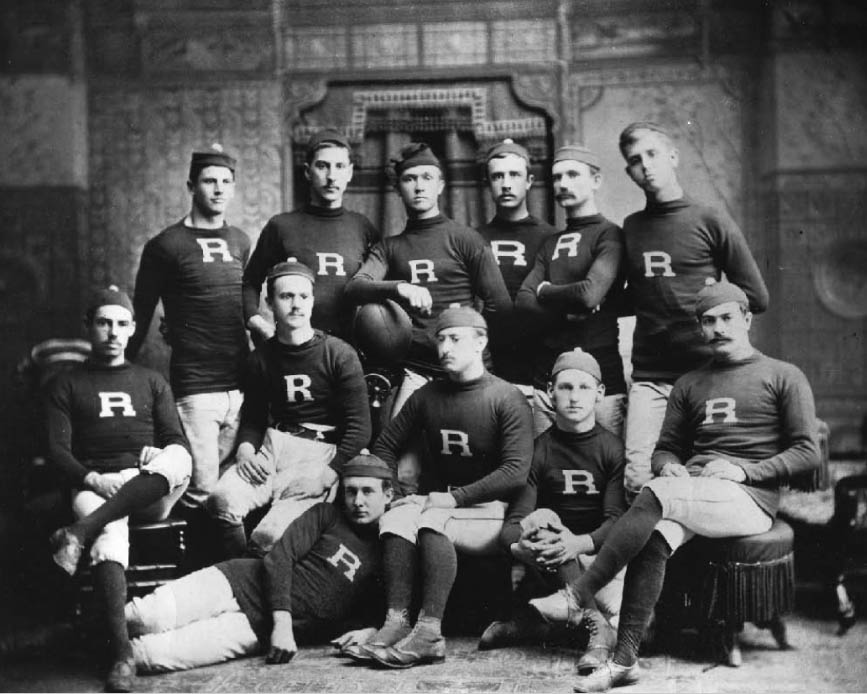
تیم فوتبال کالج راگترز، ۱۸۸۲

با گذشت سال‌ها فوتبال کانادا برخی پیشرفت‌های فوتبال آمریکا را در خود جذب نمود ولی در عین حال برخی از خصوصیات یکتای خود را نیز حفظ نمود. یکی از این خصوصیات فوتبال کانادا آن بود که برای سالیان متمادی، به‌طور رسمی از پذیرش تفاوت بین خود و راگبی سر باز زد. به‌عنوان مثال، «اتحادیه راگبی کانادا» که در سال ۱۸۸۴ تأسیس گردید، بیش از خود اتحادیه اصلی راگبی، پیشرو برگزاری فوتبال لیگ کانادا بود (اتحادیه راگبی کانادا تا سال ۱۹۶۵ تأسیس نگردیده بود). همچنین فوتبال آمریکایی در دهه ۱۸۸۰ به‌طور مکرر به‌عنوان «راگبی» خوانده می‌شد.

## فوتبال گیلیک
در نیمه قرن ۱۹، بازی‌های فوتبال سنتی که به‌طور کلی با عنوان «کاید» خوانده می‌شدند در ایرلند و مخصوصاً استان کانتی محبوبیت خود را حفظ نمودند. در این دوران، یک ناظر به نام پدر دبلیو. فریس دو فرم اصلی «کاید» به این شرح توصیف می‌نماید: «بازی زمینی» که در آن هدف گذراندن توپ از دروازه‌های طاقی شکل که از تنه دو درخت ساخته شده‌است و شعر حماسی «بازی سطح کشور» که در اکثر ساعات روز یکشنبه که در آن بازی انجام می‌گردید، زمزمه می‌شد و برنده تیمی بود که توپ را از خط دروازه می‌گذرانید. «درگیری فیزیکی»، «نگه داشتن» بازیکنان حریف و بردن توپ به جاهای مجاز از خصوصیات این بازی بود.
در دهه ۱۸۷۰، محبوبیت راگبی و انجمن فوتبال در ایرلند فراگیر گردید. کالج ترینیتی، دوبلین اولین دژ توسعه راگبی بحساب می‌آمد. قوانین اف ای انگلیسی به صورت گسترده‌ای توسعه یافت. فرم‌های سنتی «کاید» تبدیل به «بازی خشن و آشفته» که اجازه خطا می‌داد، گردیدند.
تا زمان تأسیس انجمن ورزشی گالیک (جی.ای. ای) در سال ۱۸۸۴، تلاش عمده‌ای در جهت متحد ساختن و قانونمند کردن انواع فوتبال ایرلندی به عمل نیامده بود. سعی انجمن ورزشی گیلیک در پیشرفت ورزش‌های سنتی ایرلندی مانند هارلینگ و حذف بازی‌های خارجی مانند راگبی و انجمن فوتبال بود. اولین قواعد فوتبال گیلیک توسط شخصی به نام ماریس داوین تدوین و در مجله «ایرلند متحد» در تاریخ ۷ فوریه سال ۱۸۸۷ به چاپ رسید. قوانین داوین نشانگر نفوذ بازی‌هائی مانند هارلینگ و تمایل او به فرموله کردن قوانین فوتبال ایرلندی بود. ابتدائی‌ترین مثال این تفاوت‌ها عدم وجود آفساید بود (رفتاری که طی سالیان بعد از سوی فوتبال استرالیائی با دیگر بازی‌های ایرلند مانند پرتاب کردن انجام گردید).

## اختلاف در فوتبال راگبی

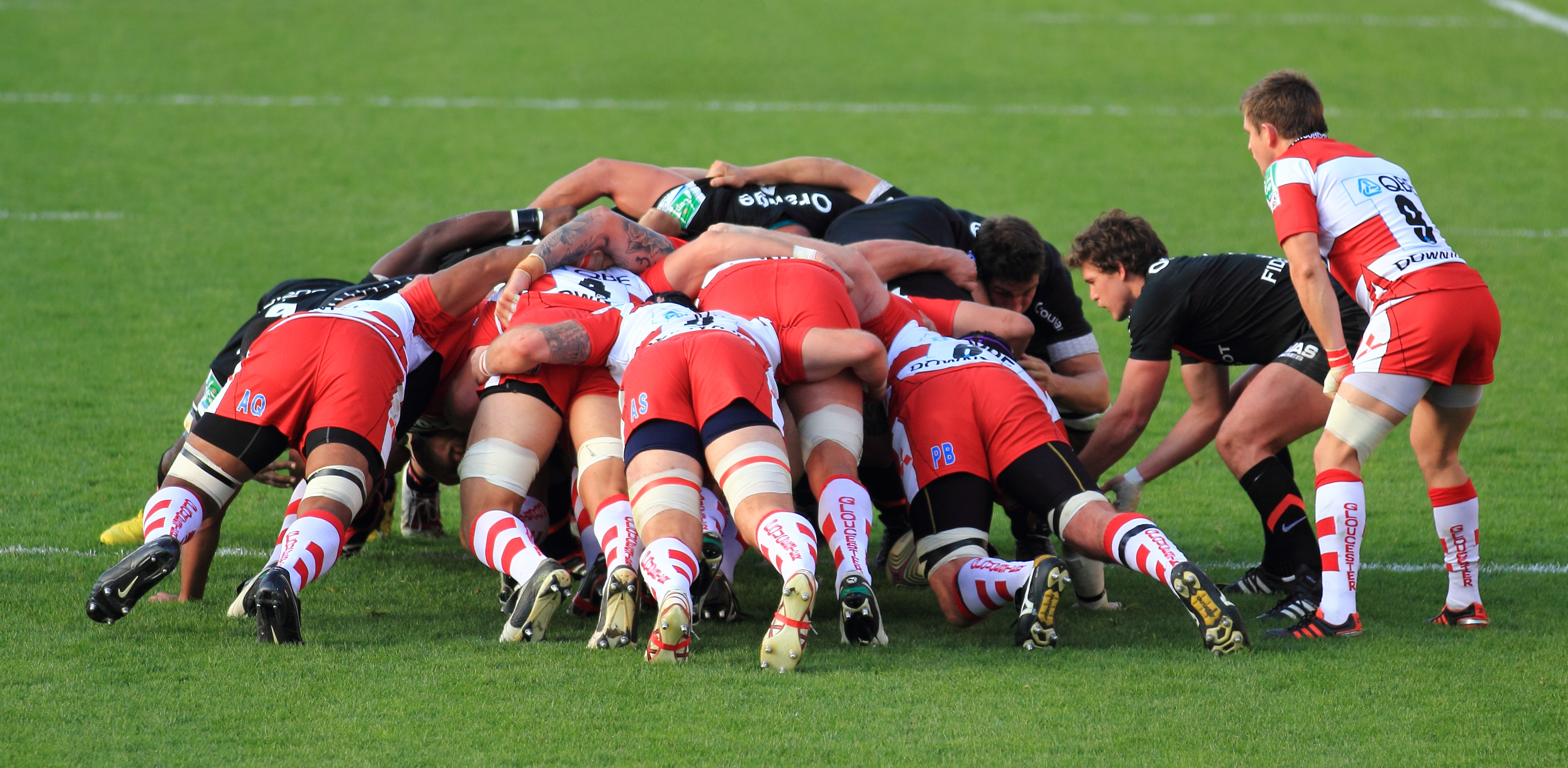
اسکرام برای شروع مجدد بازی راگبی

در سال ۱۸۸۶ هیئت بین‌المللی فوتبال راگبی (آی.آر.اف. بی) تأسیس گردید. اما بر سر قوانین اختلاف به وجود آمد. حرفه‌ای شروع به نفوذ در انواع فوتبال نمود.
در انگلستان دهه ۱۸۹۰، اتحادیه فوتبال راگبی ممنوعیتی بلند مدت را برای ورزشکاران «حرفه ای» در نظر گرفت که باعث ایجاد تنش‌های محلی در حوزه فوتبال راگبی گردید، زیرا بسیاری از بازیکنان در شمال انگلستان از قشر کارگر بوده و توان برآمدن از پس هزینه‌های ترن، مسافرت، بازی و جبران هزینه‌های جراحت برنمی‌آمدند. این موضوع خیلی با آنچه که ده سال قبل از آن در ساکر انگلستان شمالی رخ داده بود تفاوت نداشت؛ ولی مقامات آر اف یو عکس‌العمل بسیار متفاوتی اتخاذ و سعی در منحرف کردن حمایت طبقه کارگر در شمال انگلستان نمودند. در سال ۱۸۹۵ و به‌دنبال مناقشه بر سر پرداخت‌های نیمه وقت یک بازیکن که به جای حقوق از دست رفته او بر اثر راگبی به وجود آمده بود، نمایندگان باشگاه‌های شمالی در هادرزفیلد گرد هم آمده تا اتحادیه شمالی فوتبال راگبی (ان.آر.اف. یو) را شکل دهند. سازمان جدید در ابتدا فقط اجازه پرداخت‌های جایگزین حقوق برای برخی بازیکنان را صادر نمود؛ ولی پس از گذشت دو سال، بازیکنان ان.آر.اف. یو قابلیت دریافت وجوه را بشرط داشتن شغل اصلی غیر ورزشی را یافتند.
تقاضاها برای لیگ حرفه‌ای، بهبود وضعیت «تماشاچیان» رشته راگبی را دیکته می‌کرد. در طی چند سال قوانین ان.آر.اف. یو از قوانین آر.اف. یو فاصله گرفتند. یکی از مهم‌ترین اختلافات لغو «خط‌کشی» بود که به‌دنبال آن جایگزینی «دستکش کلفت» با «بازی-توپ- دستکش کلفت» که بر طبق آن دو بازیکن مجاز به درگیری در نقاط علامت‌گذاری شده بودند. بر طبق قوانین «چوب مخصوص بازی بمحض گرفتن حامل توپ، متوقف می‌شدو با یک بازی-توپ- دستکش کلفت تعویض می‌گردید. در سال ۱۹۰۱ مسابقات جداگانه لانکاشایر و یورکشایر در قالب قوانین ان.آر.اف. یو برگزار و به‌دنبال آن» لیگ راگبی شمال" که در ابتدا با نام لیگ راگبی شناخته می‌شد، به‌طور رسمی در انگلستان شکل گرفت.
با گذشت زمان، راگبی تحت آر.اف. یو، توسط باشگاه هائی که هنوز عضو فدراسیون ملی وابسته به آی.آر.اف. بی بودند، بازی می‌شد و به نام اتحادیه راگبی شناخته شد.

## بازنگری در فوتبال آمریکائی
هم راگبی و هم فوتبال آمریکایی در زمان خودشان از لحاظ جراحت‌های شدید و مرگ تعداد زیادی از بازیکنان مورد توجه بودند. در اوایل قرن بیستم در آمریکا، این امر به مناقشات ملی انجامیده و برخی از کالج‌ها انجام فوتبال آمریکایی را ممنوع اعلام نمودند. متقابلاً جلساتی توسط ۱۹ کالج در سال‌های ۱۹۰۶ برگزار گردید. گفته می‌شود که این جلسات بدستور رئیس‌جمهور تئودور روزولت برگزار می‌شد. او به‌نظر می‌رسید که در خصوص این بازی خیالباف است ولی او تهدید کرد که این بازی را در صورت عدم اصلاح قوانین و به جهت کاهش شمار قربانیان و معلولان ممنوع اعلام خواهد کرد. این جلسات پایه انجمن ملی ورزش دانشگاهی را بنا نهادند.
یکی از تغییرات پیشنهاد شده بزرگ شدن زمین بازی بود. به‌هرحال دانشگاه هاروارد به دلیل آنکه قبلاً یک استادیوم بتنی بنا کرده بود، با پیشنهاد بزرگ شدن زمین بازی مخالفت نموده و در عوض مسئله قانونی‌سازی «پاس به جلو» را مطرح کرد. گزارش جلسات حاکی از برقراری بسیاری از محدودیت‌ها بر درگیری بازیکنان و دو تباین دیگر از راگبی بود: منع «بازی‌های دارای درگیری زیاد» و پاس به جلو. البته این تغییرات بلافاصله اعمال نشده و تنها در سال ۱۹۰۸ سی و سه فوتبالیست آمریکایی جان خود را از دست دادند. اما به هرحال شمار قربانیان و مجروحان به تدریج کاهش یافت.

## تباین بیشتر از دو قاعده راگبی

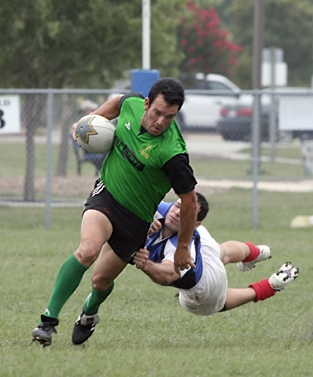
تکل در راگبی برای متوقف کردن بازیکن صاحب توپ و گرفتن توپ استفاده می‌شود.

در سال ۱۹۰۶ و با کاهش تعداد بازیکان هر تیم از ۱۵ نفر به ۱۳ نفر، قوانین لیگ راگبی تفاوت عمده‌ای از اتحادیه راگبی را تجربه نمود. در سال ۱۹۰۷ یک تیم زبده راگبی از کشور زلاند نو تور کشورهای استرالیا و بریتانیا را برگزار نمود که نتیجه آن تشکیل لیگ جدید راگبی ساوت ولز بود. به‌هرحال قواعد راگبی حرفه‌ای در هر کشوری متفاوت بوده و نیاز مذاکرات بین سازمان‌های ذی‌ربط از کشورهای مختلف، تعیین مقررات واحد برای انجام مسابقات بین‌المللی بود. این وضعیت تا سال ۱۹۴۸ ادامه داشت. در این زمان با تحریک لیگ فرانسه فدراسیون بین‌المللی لیگ راگبی (آر.ال.آی. اف) در یک جلسه در بورادآکس تأسیس گردید.
در طول نیمه دوم قرن ۲۰، قوانین بیشتر تغییر نمود. در سال ۱۹۶۶ مقامات لیگ راگبی ایده «عقب افتادن امتیاز» را از فوتبال آمریکا گرفتند که بر طبق آن: یک تیم می‌تواند تا چهار تکل مالکیت توپ را در اختیار داشته باشد. حداکثر تعداد حملات بعدها در سال ۱۹۷۱ به شش تکل افزایش یافت. این اصل در راگبی به‌عنوان «قانون شش تکل» شناخته شد.
با ظهور بازیکنان حرفه تمام وقت در اوایل دهه ۱۹۹۰ و بالطبع آن افزایش سرعت بازی، فاصله پنج متری آفساید بین دو تیم به ۱۰ متر افزایش یافته و این قانون با قوانین قابل جایگزینی بعدی و تغییرات متعاقب آن‌ها دنبال شد.
همچنین در قرن بیستم قواعد اتحادیه راگبی نیز بنحو چشمگیری متحول گشته و صورتی پیچیده‌تر و فنی‌تر بخود گرفت. در جمع، دستکش‌ها و چوب‌ها همسان گشته و در خارج از زمین شروع به بلند کردن هم تیم‌های خود به منظور نشان دادن تقابل با حریفان نمودند. همچنین ماجرای ظهور حرفه‌ای‌ها به پیچیده شدن قوانین کمک نمود.
در سال ۱۹۹۵ اتحادیه راگبی تبدیل به یک بازی «آزاد» گردید که در آن حرفه‌ای‌های اعضاء اجازه حضور می‌یافتند.اگرچه ریشه اصلی مناقشه بین دو قانون و علی‌رغم این واقعیت که مقامات ای.آر. یو مانند جان اونیل هر از چند گاه این مسئله را متذکر می‌گشتند، قواعد هر دو قانون و فرهنگ‌های فوتبال مرتبط با آن‌ها به اندازه‌ای با هم اختلاف داشتند که آینده‌ای شفاف را برای چنین اتحادیه‌ای رقم نزنند.

## محبوبیت

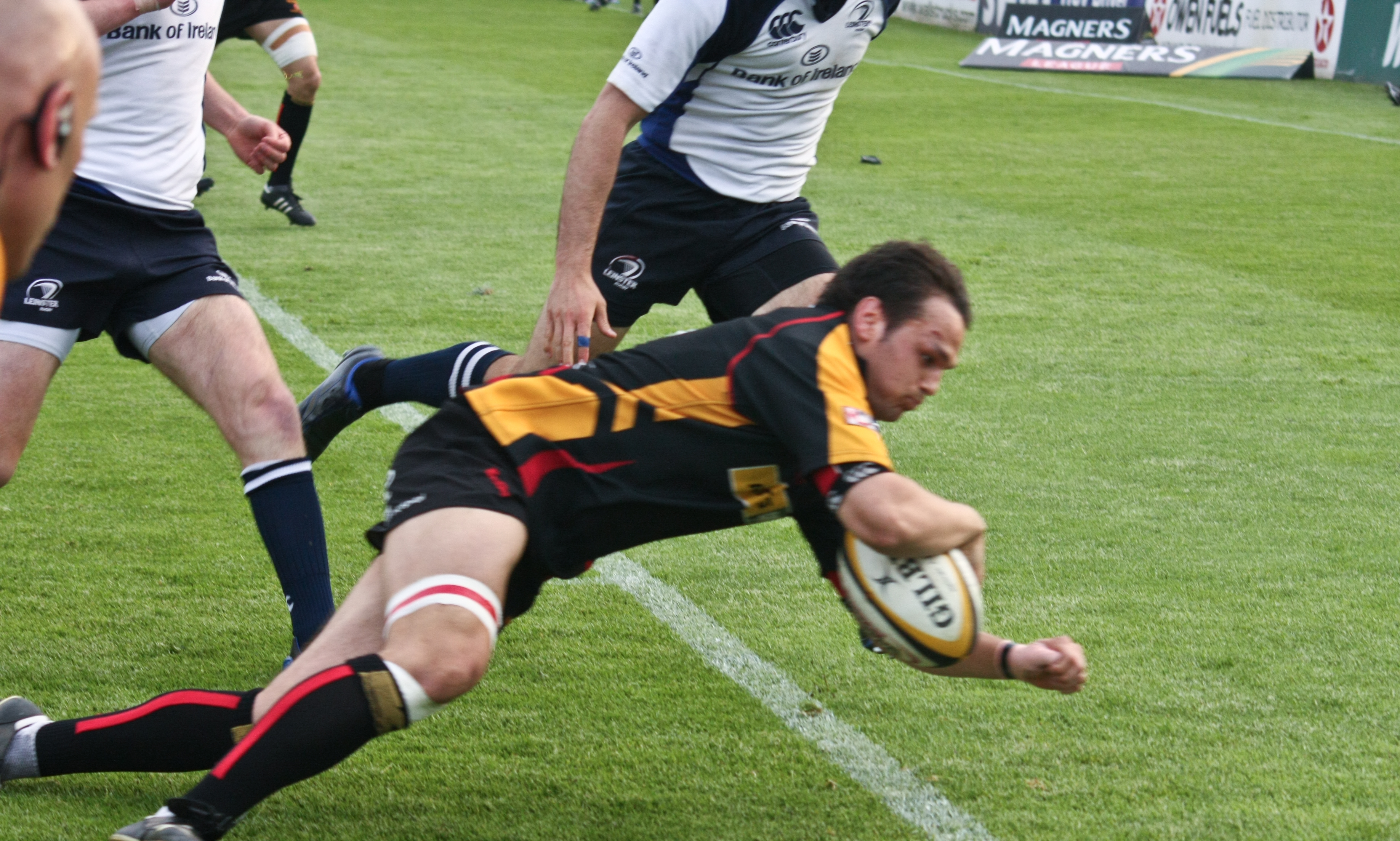
راگبی فوتبال

راگبی هم‌اکنون در بسیاری از نقاط دنیا به شکل حرفه‌ای و آماتور برگزار می‌شود. مسابقات آن در برخی از کشورها در زمره پرتماشاگرترین مسابقات ورزشی قرار دارد و بینندگان تلویزیونی و رادیویی بی‌شماری دارد. هیئت بین‌المللی راگبی که در ۱۸۸۶ تأسیس شد و فدراسیون اداره‌کننده ورزش راگبی ۱۵ نفره یا «اتحاد راگبی» است بیش از صد عضو از پنج قاره جهان دارد.
البته قدرت‌های اصلی این رشته ورزشی کماکان کشورهای بنیان‌گذار (انگلیس، اسکاتلند، ولز و ایرلند) و همچنین استرالیا، نیوزیلند، فرانسه و آفریقای جنوبی هستند.

## فوتبال مدرسه راگبی و شاخه‌های آن
- راگبی

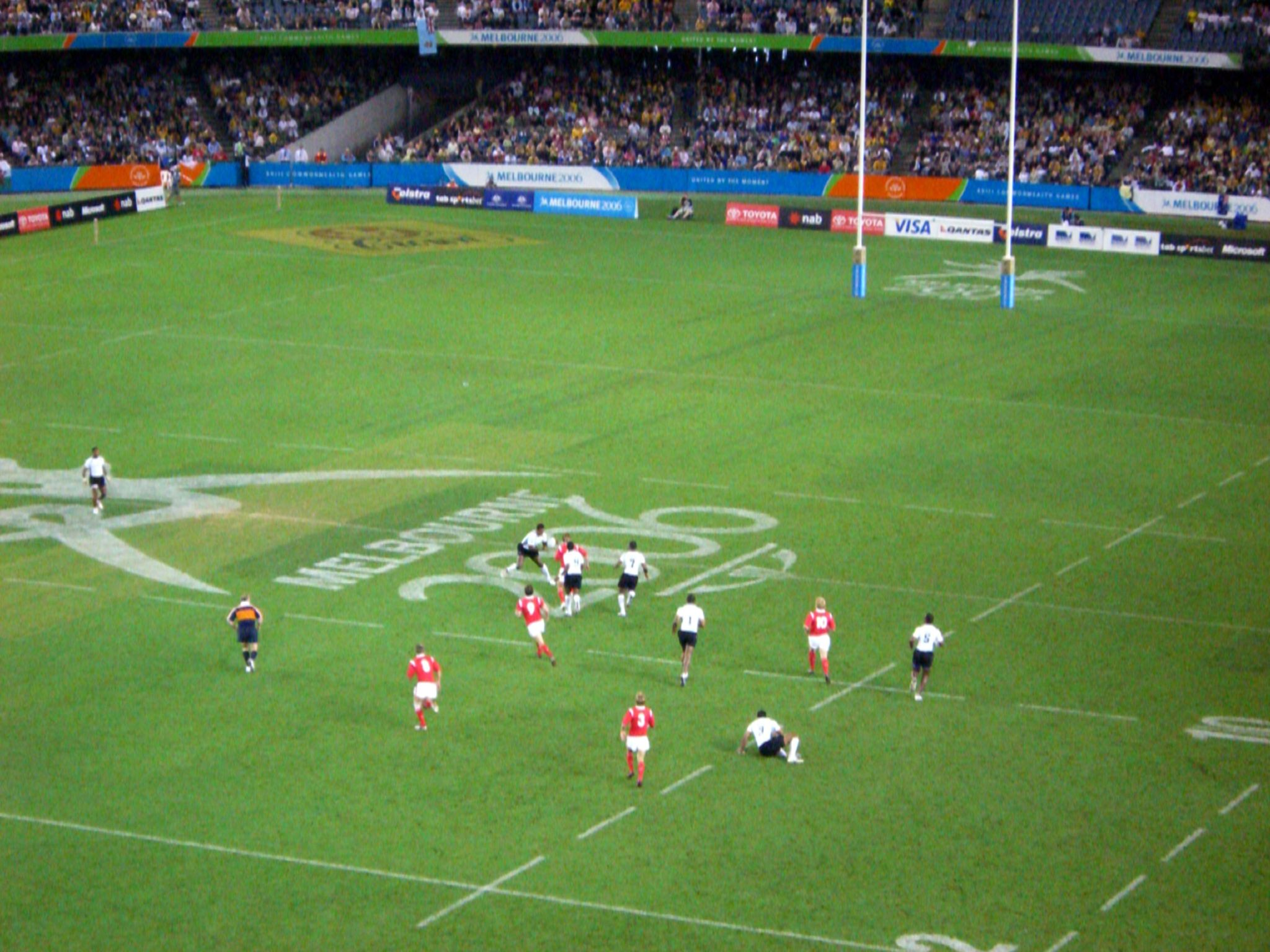
راگبی ۷ نفره بازی فیجی - ولز

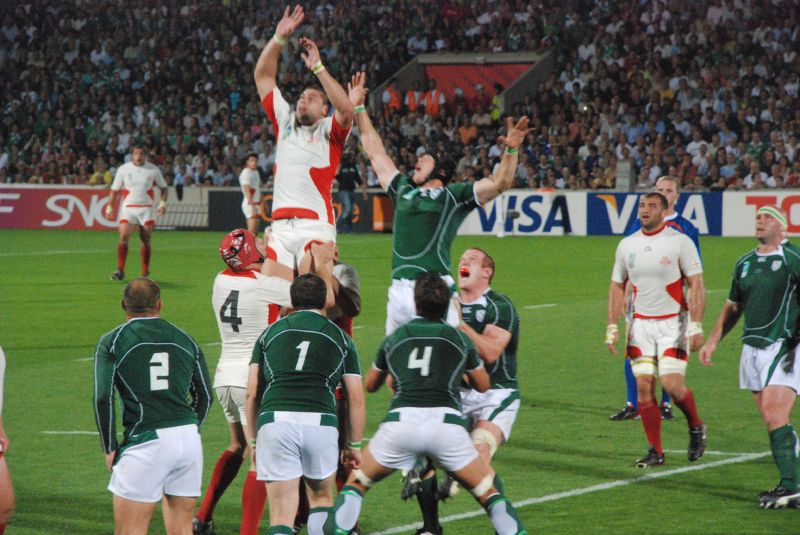
اتحادیه راگبی، بازی ایرلند - گرجستان جام جهانی ۲۰۰۷

  - راگبی لیگ – که معمولاً در استان‌های استرالیائی نیو ساوت ولز و کوئینزلند و برخی پیروان انگلیسی آن به‌عنوان «فوتبال» یا «فوتی» شناخته می‌شود. گاهی نیز به صورت ساده به آن «لیگ» می‌گویند.
    - تاچ فوتبال – نوع بدون درگیری راگبی لیگ است؛ که به‌عنوان مشهورترین فرم تاچ راگبی در سراسر دنیا شناخته می‌شود. در استرالیا معمولاً به این بازی «تاچ فوتبال» یا «تاچ» گفته می‌شود. در آفریقای جنوبی نیز با نام «سیکس دان» شناخته می‌شود.
    - تگ راگبی – نام اصلی انواع لیگ راگبی و اتحادیه راگبی که در آن یک برچسب ولکرو نشانگر یک تکل است. معروفترین آن «اوزتگ» است که توسط سنت جورج دراگونز در سال ۱۹۹۲ به‌عنوان یک تکنیک آموزشی ایجاد گردید.
    - فوتبال کالجی – آمیخته‌ای از قواعد استرالیائی و لیگ راگبی که در سال ۱۹۳۳ در نمایشگاه سیدنی تمرین گردید.
    - راگبی لیگ ۹ نفره – فرمی از لیگ راگبی که در آن ۹ بازیکن شرکت داشته و قوانین لیگ راگبی را نیز مورد بازبینی قرار داده‌است.

  - اتحادیه راگبی
  - راگبی ۷ نفره – عبارت‌اند از یک بازی اصلاحی از اتحادیه راگبی و لیگ راگبی که دارای ۷ بازیکن بوده و قوانین آن کمی اصلاح شده‌اند. این رشته در بازی‌های کشورهای همسود و بازی‌های آسیایی بازی می‌شود.
  - تاچ راگبی – یک نام مورد استفاده برای انواع بازی اتحادیه راگبی و لیگ راگبی که فاقد هرگونه تکل می‌گردید.
- فوتبال آمریکائی – که در ایالات متحده و کانادا به آن «فوتبال» و در استرالیا و نیوزلند به آن گریدآیرون می‌گفتند.
  - فوتبال آرینا – نسخه داخل سالن فوتبال آمریکایی.
  - تاچ فوتبال (آمریکائی) – فوتبال آمریکایی فاقد تکل.
    - فلگ فوتبال - فوتبال آمریکایی فاقد تکل مانند تاچ فوتبال که در آن یک نوار که با برچسب بروی کمر بازیکن محکم بسته شده، توسط مدافعان و بعلامت تکل کشیده می‌شود.
- فوتبال کانادایی – که به‌طور ساده در کانادا آن را «فوتبال» می‌نامند؛ کلمه «فوتبال» در کانادا بسته به متنی که در آن آمده، هم بمعنای فوتبال آمریکایی و هم بمعنای فوتبال کانادایی بکار می‌رود.
- فوتبال فلگ کانادایی - فوتبال کانادایی فاقد تکل.

## راگبی درایران
راگبی در ایران ورزشی جوان و در حال پیشرفت است. برخلاف ظاهر پر برخورد و مهیج این ورزش، اعضای این کمیته و بازیکنان این ورزش بیش از۷۰ درصد از قشرهای تحصیل کرده جامعه و جزء متخصصین هستند.

### قبل از انقلاب
در ایران قبل از انقلاب ۱۳۵۷ به صورت غیررسمی ورزش راگبی مخصوصاً در تربیت‌بدنی نیروهای نظامی به اجرا درآمد و یک بازی غیررسمی با تیم ملوان و سربازان انگلیسی انجام دادند.

### بعد از انقلاب
بعد از انقلاب جمهوری اسلامی، تا سال ۱۳۷۵ هیچ تلاشی انجام نشد تا اینکه در این سال بیژن صفائی به همراه گروهی از دانشجویان تربیت بدنی این رشته را شکل دادند و اولین توپ، توپ خالی از باد فوتبال بود که به صورت بیضی با بند بسته شده بود! پس از آن ۱۷ عدد توپ راگبی که برخی متعلق به سال‌های ۱۹۴۵ و ۱۹۶۰ میلادی بود در انبار یکی از مراکز آموزشی یافت شد و بعد از تعمیر اولین تمرینات در ساعت ۶ صبح در زمین چمن مجموعه ورزشی انقلاب تهران با حداقل قیمت زمین چمن اجاره‌ای آغاز گردید.
بعد از دو سال فعالیت میزان تلاش‌ها کاهش یافت تا آنکه در سال ۱۳۷۹ با تلاش یکی از دانشجویان تربیت‌بدنی سال‌های ۱۳۷۵ و استادان کنونی یعنی علیرضا فضل‌الله اعرابی و با همکاری و راهنمائی محمدباقر ذوالفقاریان رئیس وقت فدراسیون بیسبال، مجوز لازم اخذ و کمیته راگبی در این فدراسیون شکل گرفت.
متأسفانه از آنجائیکه در ایران این ورزش را به صورت عامیانه فوتبال آمریکایی می‌دانستند، به دلیل مشکل سیاسی ایران با آمریکا، از حمایت از این رشته ورزشی و تأسیس تیم ملی برای آن خودداری نمودند؛ ولی پیگیری‌های مستمر علیرضا فضل‌الله اعرابی و سلسه مقالات محمدصفر لفوتی پسر عموی همسر وی، که از روزنامه‌نگاران و فعالان حقوق بشر ایران است، باعث شد تا ذهن مسئولان وقت ورزش ایران و نظر برخی از مراجع تقلید در خصوص این ورزش تغییر و نسبت به مستقل شدن و راه‌اندازی و افتتاح تیم ملی راگبی ایران اقدام نمایند.
پس از آن نیز فعالیت‌های گسترده‌ای صورت پذیرفته‌است. شایان ذکراست برخلاف ظاهر پربرخورد و مهیج این ورزش، اعضای این کمیته و بازیکنان این ورزش بیش از ۷۰ درصد از قشرهای تحصیل کرده جامعه و جزء متخصصین هستند.
ذوالفقاریان رئیس وقت فدراسیون بیسبال خود از فعالان این کمیته و بیژن صفائی کارشناس ارشد تربیت بدنی و ۲۰ سال عضو هیئت علمی دانشکده تربیت بدنی و کارشناس برنامه‌های رادیوئی و شبکه‌های یک و سه و پنج صداوسیمای جمهوری اسلامی و طراح اکثر کلاس‌ها و مفاهیم تاکتیکی که مدتی نیز سرپرست تیم‌های راگبی و مربی تیم تهران این رشته ورزشی بوده‌است.
علیرضا فضل‌الله اعرابی کارشناس ارشد رشته تربیت بدنی و استاد دانشگاه و مدتی نیز به عنوان مربی و در حال حاضر سرمربی تیم ملی راگبی در ایران است که در سال‌های اخیر فعالیت بسیار چشمگیری برای گسترش این رشته ورزشی در ایران داشته‌است و از او به عنوان بنیانگذار اصلی راگبی در ایران نام می‌برند.

نرگس (نوشین) لفوتی همسر علیرضا فضل‌الله اعرابی که کارشناس ارشد تربیت بدنی و استاد دانشگاه‌ است نیز از فعالان این رشته ورزشی بوده وهم اکنون مربی تیم راگبی بانوان ایران و تنها داور زن درآسیا است.
هم‌اکنون نیز بیش از ۱۰۰۰ ورزشکار مرد و زن در ایران به راگبی می‌پردازند. تیم ملی راگبی ایران یک بار در تورنمنت بین‌المللی راگبی دوبی شرکت کرده‌است، اما سابقه بین‌المللی ناچیزی دارد.
کمیته انضباطی انجمن راگبی جمهوری اسلامی ایران، در حال حاضر مسئول رسیدگی به کلیه جرائم و تخلفات راگبی در کشور ایران است که ریاست آن را هورمزد یعقوبی نژاد برعهده دارد.
از اعضای برجسته تیم ملی راگبی ایران می‌توان به بازیکنان: ایرج رستمی، مهدی حسنعلی، علی درفکی، حمزه زیدآبادی نژاد، حمزه امیری، اکبر غلامی، نعیم هرجابی، امین حسین‌زاده، غلام شاه حسینی، پیام شجاعی، ناصر اسلامی منش، سینا خانزاده، حمزه امیری، رضا بیات، نوید حسین مردی، پیمان سید صفی، حامد شریفان، امید زارع همچنین پدرام بنی عامریان بازیکن و مربی با سابقه راگبی ایران می‌باشد.